# Ochrilidia nuragica
Ochrilidia nuragica Massa, 1994 è un insetto ortottero  della famiglia Acrididae, endemico della Sardegna .

## Descrizione

### Adulto
Ha una livrea è di colore dal grigio al marrone, con evidenti striature scure orizzontali ai lati delle carene del pronoto; i femori posteriori presentano una macchia nera sul lobo genicolare inferiore interno, meno marcata di quella analoga presente  in O. sicula e O. geniculata; le tibie posteriori sono di colore grigio chiaro con striature violacee, e spine nere .

## Distribuzione e habitat
O. nuragica, endemismo della Sardegna,  è una delle 3 specie presenti in Europa del genere Ochrilidia, genere prevalentemente diffuso in Africa e Medio Oriente (le altre due specie europee sono O. sicula, endemismo della Sicilia, e O. tibialis, endemismo insulare greco).
Un tempo ritenuta presente solo nel locus typicus (Villasimius), è stata segnalata anche in altre località della Sardegna meridionale .
È una specie termofila, che popola le aree sabbiose ad Ammophila.